# پتر لوتر
پتر لوتر (آلمانی: Peter Luther؛ زادهٔ ۲ ژانویهٔ ۱۹۳۹) سوارکار پرش اهل آلمان بود.